# Chelotriton
Chelotriton paradoxus
Genre
Espèce
Chelotriton est un genre fossile de salamandres préhistoriques qui vivaient en Europe et en Asie centrale pendant le Néogène.
Selon Paleobiology Database, en 2022, ce genre a trois espèces référencées Chelotriton ogygius, Chelotriton paradoxus et Chelotriton robustus.

## Présentation
Ce genre, décrit par Auguste Pomel en 1853, ressemble étroitement aux genres existants Tylototriton et Echinotriton. Outre l'espèce Chelotriton paradoxus décrite en 1853, il existe aussi le Chelotriton robustus analysée par Westphal en 1979 et le Chelotriton ogygius décrit en 1831 par Goldfuss.

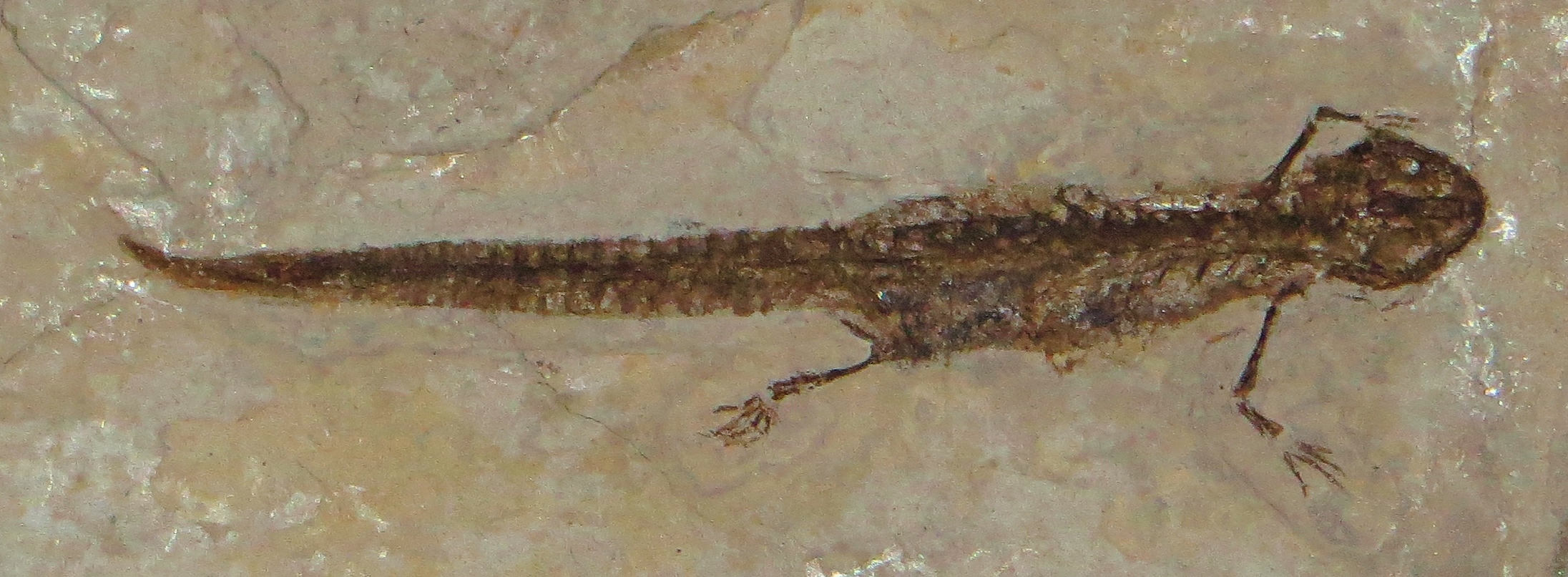
Fossile de Chelotriton au Museo di Storia Naturale de Milan.